# 駅伝制
駅伝制（えきでんせい）とは、国の中央から辺境にのびる道路に沿って適切な間隔で人･馬･（馬）車などを常備した施設を置き、施設から施設へと行き来することで逓送（リレー）し情報を伝え、また使者が旅行する交通・通信の制度を指す。伝馬制ともいう。この施設のことを、古代中国で「駅」と「伝」と呼んだ。
歴史上、多くの国で整備された。古代中国、モンゴル帝国、古代オリエントで発達したとして紹介されることも多い。日本でも発達した。

## 古代オリエント
古代オリエントでは、アッシリア帝国とアケメネス朝ペルシア帝国で駅伝制が整備された。
特にアケメネス朝のダレイオス1世が設けた駅伝制が有名であり、王の道を設け、主要道路には１日行程に相当する距離ごとに駅が置かれ、広大な国土の統治に利用されていた。このシステムをエラム語で pirradaziš と呼んだ。王都スーサから王の道の端のサルディスまでの2,699kmを7-9日ほどかかったと推測されている。王国中に配達網が作られ、エジプトやインドまで連絡がいきわたるようにされた。動物の皮にアラム語で書かれ封印された手紙が駅ごとに馬と乗り手を交代しながら送られた。
- 王の道

## 古代ローマ
共和政期のローマには駅伝制が整備されておらず、政務官も私人も、自分の召使を派遣するなどして通信しなければならなかった。
その後、アケメネス朝の駅伝制に倣って、古代ローマでもクルスス・プブリクスという制度が整備された。
- ローマ帝国の駅逓制度クルスス・プブリクス道程表ポイティンガー図の一部
- 当時の馬車の再現
- 当時の道路網

## イスラム帝国
イスラム帝国の伝馬制度についてはバリード参照。 

## オスマン帝国
オスマン帝国の伝馬制は「Ulaq」と呼ばれていた。

## 中国
中国の駅伝は戦国時代（B.C 403～B.C.221）に始まり、秦帝国や漢帝国で発達し、隋や唐の時代にも盛んに用いられた。
中国の駅伝の「駅」は馬を指し、「伝」は「車を乗り継ぐ場所」という意味、とのことである。
- 驛站（中国語版）（中国驛站史（中国語版））、遞運所（中国語版） - 中国の政府・軍事用通信輸送制度。

「鏢局」は、中国の駅伝・護衛・運送保険業である。

## モンゴル
大都を中心とする幹線道路に沿って駅を設け、駅には周辺住民から馬や食料などを提供させた。

## インカ帝国
インカ帝国は南北の長さがおよそ5,000kmにも達したが、全長5万kmにおよぶインカ道が整備され、情報を迅速に首都のクスコに届けるためのシステムとして、インカ道に5kmの間隔で道沿いに駅が設けられ、「チャスキ」と呼ばれる公設の飛脚の制度も設けられ、各駅に常時2名の飛脚が駐在していた。文字を持たないインカ帝国では「キープ」が情報の表現に使われ、これを次から次へとリレーして情報を伝えており、その速度は時速20kmほどに達したとも言われている。
- 「チャスキ」と呼ばれる公設の飛脚。左手に持っているのが「キープ」。

## 日本
日本では、古代から近世まで見られた使者や物資を馬で運ぶ交通制度である。特に、駅路における交通制度のことは駅制（えきせい）、伝路については伝制（でんせい）とよばれる。
古代においては、7世紀後半頃に律令制の中央・地方間の情報伝達システムとして伝馬制が整備された。
大化2年（646年）の詔勅に「初めて京師を修め、畿内の国司、郡司、関塞、斥候、防人、駅馬、伝馬を置く」（『日本書紀』）とあり、大化の改新に際して、政治・軍事と共に交通制度の全国的整備を行うことを意図したようである。
この駅伝制は、 8世紀に制定・施行された律令において詳細な規定がおかれた。大宝元年（701年）の『大宝律令』の厩牧令（くもくりょう）では、駅の設置は大路30里（約16キロメートル）毎に一駅が原則であった。駅家に置く駅馬は、大路で20疋、中路で10疋、小路で5疋と定められており、諸国の間の緊急連絡、公文書の伝達、特別の要務による官人の旅行などに用いられた。駅馬を使者が利用するには、駅鈴（えきれい・やくりょう）を携行する必要があり、駅使（えきし）とよばれた。駅鈴は、使者の位階によって剋（きざみ）数がことなり乗用の駅馬の数が示され、剋が多ければ利用できる馬数も多くなった。駅制を使った情報伝達には、特定の使者が最終目的地まで赴く専使（せんし）方式と、文書などを駅ごとにあるいは国ごとにリレーで送っていく逓送使（ていそうし）方式があった。8世紀頃は逓送方式が取られ、専使は使者本人の口から文書の補足が必要な場合などに派遣されていた。しかし逓送方式の信頼性が失われていき、9世紀後半以降は、専使方式が中心となった。
その後、おそらく10世紀以降に古代伝馬制は廃れたが、中世に至り荘園領主や地頭らが居住地と自領を結ぶ伝馬を置きはじめた。戦国時代には、戦国大名らが自領内の街道に宿場を設け、本城と支城などを連絡する伝馬を設置した。近世に入ると、江戸幕府は諸街道を整備し、各宿場に伝馬を常設させた。

### 古代
古代律令制における交通制度は駅伝制と総称されるが、主に駅制、伝制の2システムに分けられる。『延喜式』諸国駅伝馬（えきでんま）条による。

#### 駅制
駅制は中央と地方との間相互の緊急情報伝達を主眼とした駅路・駅家・駅馬が備えてあるシステムであり、そのため中央から地方へのびる幹線道路たる駅路と駅路沿いの一定距離ごとに駅家を整備して駅馬が常備され、通信連絡の駅使や一部の重要な官史の旅行など便宜を図るものである。情報伝達者（駅使）は駅鈴を必ず携帯し、駅家に各5 - 20疋（ひき）置かれた駅馬を利用して駅路上を通行していた。駅使の行程は、普通でも一日8駅以上（約128キロメートル以上）とされ、緊急の場合は駅使は飛駅（ひえき）と呼ばれ、一日10駅以上（約160キロメートル以上）を疾駆した。木簡などの通行手形から官道自体も固定的なものでなく、便宜に応じて、駅家の再配置も行われ、時代によりコースを変えていった可能性が高い。
駅路は目的地に最短距離で到達するように直線的路線をとって計画的に敷設され、幅10メートル前後の大道であった。七道のそれぞれに駅路が引かれ、原則として30里（約16キロメートル）を基準に 駅家（うまや・やくか）を配置し、定められた駅馬（えきば・はゆま）を置き、駅使の休憩・宿泊に備えた。各駅家は既存集落とは無関係に計画的に配置され、常備する駅馬の数は、その駅路の重要性や地形により増減された。駅路はその重要度から、大路・中路・小路に区分されたが、中央と大宰府を結ぶ山陽道と西海道の一部は、外国の使節が通行し宿泊する事が想定されたため、七道の中で唯一の大路に格付けされ最重視された。また中央と東国を結ぶ東山道・東海道が中路、それ以外が小路とされていた。
駅制機能の事実が最初に記録に現れたのは壬申の乱（天武天皇元年、672年）のときで、天智天皇が亡くなった671年に、吉野に隠棲していた大海人皇子（後の天武天皇）が政権掌握をするべく軍勢をつけるために東国入りを断行した際、駅馬利用のため駅鈴の交付を申請したが拒否される。駅路を速やかに通過する術を奪われた大海人皇子一行は、強行突破の策として吉野から東国へ向かう途中で、深夜に隠馬家（なばりのうまや、三重県名張市）、伊賀駅家（いがのうまや、三重県伊賀市）を焼いたという記録が残されている。また、『上野国交替実録帳』という史料に、670年（天智9年）に「駅家戸四」の記述により、駅家の仕事をする家が4戸あったことが示されており、この時点で東山道が上野国（現・群馬県）まで伸びていたと考えられている。これらの記録から、天智天皇の時代に駅路が機能し始め、天武天皇の時代には、全国的な展開がなされたというのが、古代交通史研究者の一般的な見方とされている。

#### 伝馬制
伝馬制は、伝馬を用いる仕組みで、駅制とは異なり、特命任務を帯びた使者を中央から地方へ派遣するための制度として想定されていた。使者は、伝符を携行し、郡家（ぐうけ）ごとに5匹ずつ置かれた馬（伝馬）を乗り継ぎ目的地へ到達した。使者の位階に対応して使用可能な馬の数が決められていた。伝符に使者の位階を示す刻みがつけられ、それにより判別可能であった。郡家は使者の宿泊や食糧なども負担した。伝馬は、主として郡家（郡役所）に置かれたが、駅家に併設して置かれた場合もあった。
伝馬は郡家間を繋ぐ道路を通ったと考えられ、日本ではもともと国造などの地方豪族が整備したと考えられる地方交通道があったが、これをもとに主に国府と郡衙・郡家を連絡する路線として整備した。駅制（および「駅路」「駅道」「大道」「達道」などの用例）は令に規定があるのに対し、伝馬を用いる仕組みおよび地方交通道については令にほとんど記載がなく、制度として明確に道が定められていたことも、また名称もあったわけではないと考えられている。なお研究者は「伝制」「伝路」と呼んでいる。
伝路は、駅路に比べ未解明な部分が多く、駅路のように計画的に造られたものは少なく、地域間の自然発生的な道路を主体としたものと考えられるのが通説となっている。郡家は旧来の地方中心地に置かれることが多く、これを結ぶ道路は古くから存在していたが、これを改良して幅6メートル前後の直線道路にすることが多かった。 「事急ならば駅馬に乗り、事緩ならば伝馬に乗る」（『公式令集解』）と、緩急二本建ての構想であったようである。
実例としては、覓珠玉使、中宮職促稲使、検舶使、流人、流人部領使などがある。しかし、律令制初期から、新任国司の赴任交通手段として伝馬を利用する事例が見られ始めると、平安時代初期までに、伝馬制は新任国司赴任のための専用制度になった。10世紀初めに編纂された『延喜式』に伝馬を置く郡が列挙されているが、新任国司の通過路線に限定して伝馬が設置されるようになったことがわかる。

#### 駅使
駅使（えきし）は、天皇から駅鈴を付与されて緊急で重要な任務を帯びて往来した。駅鈴は、諸国にも置かれた。隠岐の八稜鈴（はちりょうれい）が伝わっているが、論争がある。

#### 駅路・駅・駅馬・伝馬
駅路は、重要な情報をいち早く中央 - 地方の間で伝達することを主目的としていたため、路線は直線的な形状を示し、旧来の集落・拠点とは無関係に路線が通り、道路幅も6メートルを超えていた。（中央に近くなるとさらに広い道幅となり数十メートルとなった。）
駅には駅舎があり、駅長が一定の戸数から成る駅戸（えきこ）から選ばれ、人馬の継ぎ立て、宿泊・給食を処理した。駅長の下に、駅戸から徴発された駅子があり、駅馬をひいた。また駅の維持のために駅田（えきでん）が大路四町、中路三町、小路二町（『養老田令』）給され、駅戸が耕作に当たり、収穫される駅稲が駅使食料や駅馬買替料などにあてられた。駅子は大体120 - 130人だったと考えられる。特に旧山陽道沿いの各郡には、駅家郷があり、駅家を維持するために郷を充てていたのがうかがえる。
なお伝馬は、中央から地方への使者を送迎することを目的に使うため、郡ごとに伝馬が5疋置かれる規定となっていた。このための伝路は各地域の拠点である郡家を結び、地方間の情報伝達も担っていたと考えられているが史料に伝路は見当たらず不詳である。おそらくは官道である駅路に倣い、伝馬とともに地方の国司に管理を任せていたと考えられる。道路幅は駅路よりやや狭い6メートル前後であったようである。

### その後と変更など
駅馬や伝馬の使用は特定の者に限られていたが、それ以外の官吏の旅行にも拡大され、駅と伝の使用区分が曖昧になった。規定を守らない不正使用も増大したので、度々指令を出したが効果がなかった。そのため、駅制に重点を置くため、延暦11年（792年）に全国の伝馬を廃止したが、延暦24年（805年）には山陽道以外の伝馬を復活している。律令制度の衰退とともに交通制度は乱れていった。以後は駅路に沿う郡に伝馬を置くことを原則としたらしい。
奈良時代最末期から平安時代初期にかけて、行政改革が精力的に行われたが、駅伝制においても駅家や駅馬、伝馬の削減などが実施され、伝路は次第に駅路へ統合されていくこととなった。ただし、中央の集権が弱まるとともに地域の実情と無関係に設置された駅路は次第に利用されることが少なくなり、国司や郡司の権力が次第に増すと、従来の伝路を駅路として取り扱うことが多くなった。これに伴い駅制が衰退すると、従来の駅路は廃絶していき、残存したのは伝路的な道であっただろうといわれており、存続したとしても6メートル幅に狭められることが多かった。

#### 海上交通
9世紀の前半過ぎ頃から、陸上交通中心の画一的な交通政策を見直し、都への物資輸送や国司の赴任などに船の利用が行われるようになった。

### 中世
戦国期には戦国大名が領国内の商工業・流通を統制し、その一環として伝馬制が整備され、伝馬定書など伝馬制に関する文書が残されている。戦国大名は領国の拡大とともに領国要所に宿駅や関所を設置し、関銭を徴収して収入源とし、国境の警備も行っている。戦国大名の伝馬制は自国のみならず同盟関係を結ぶ他国の大名領国とも連絡されており、確定された伝馬制の交通路は近世以降の主要街道として引き継がれ、関所の位置は近世以降にも口留番所が置かれていることが多い。
また、各地の戦国大名は城下の発展にあたって、物資の輸送手段としても伝馬を活用し、城下にこれらの伝馬所兼荷受所を置いた。物流の拠点が整備されたことにより次第に荷受問屋などが集まって商業が活発化し、これらは「伝馬町」と呼ばれて城下の中心街の1つとなった。ただし戦乱のため安定した城下町となることは少なかった。現在でも各地に残る伝馬町はこのとき発展した城下町の名残である。近世に続く伝馬町は多くが問屋場として発展している。

### 近世

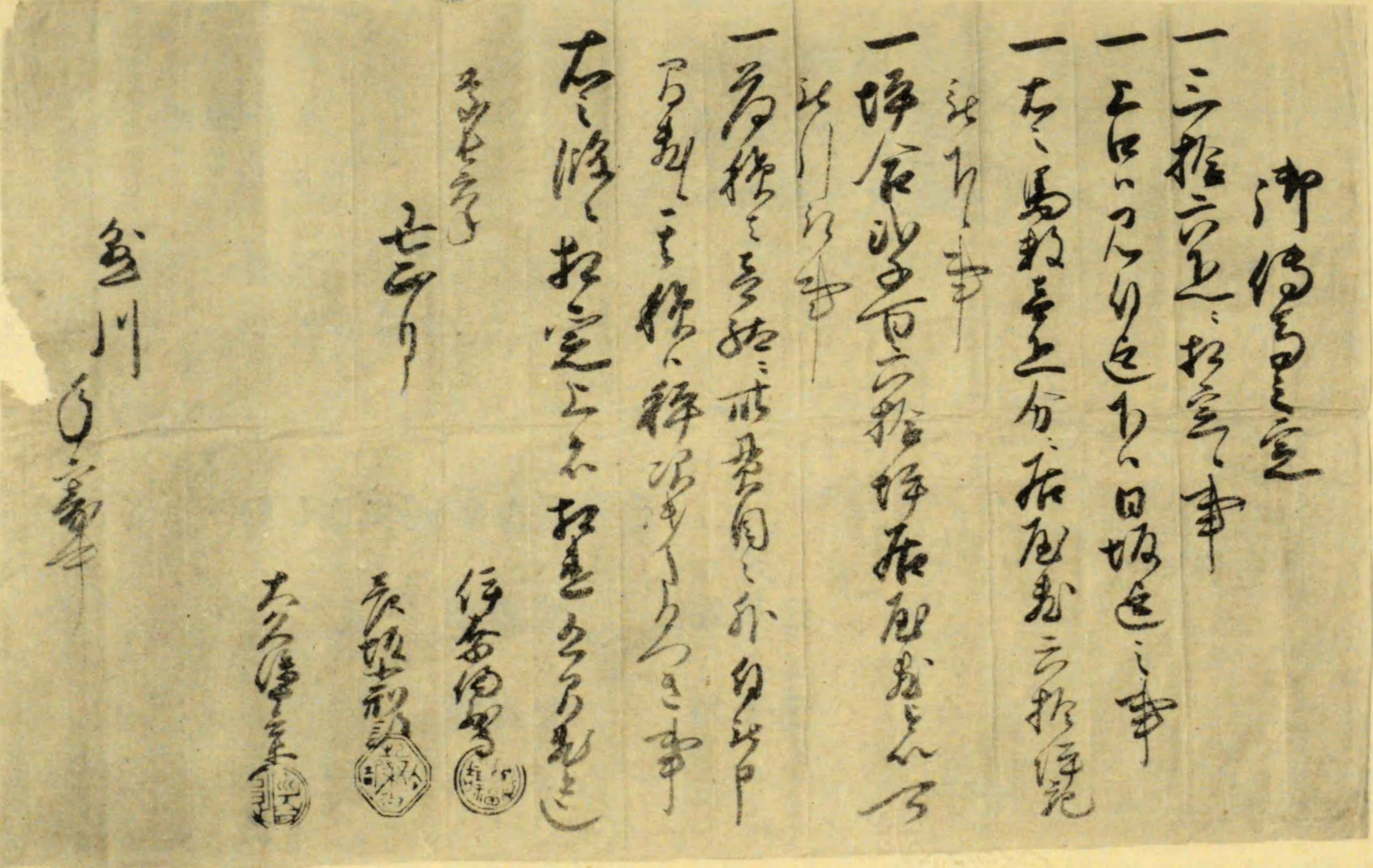
遠江国佐野郡懸川宿の年寄に対する掟書（『德川家奉行衆連署傳馬掟書』慶長6年1月、個人蔵）。伝馬について「三拾六疋ニ相定候事」と記されている

徳川幕府は慶長6年（1601年）東海道に伝馬制度を定めた。三河・尾張両国内には、二川（ふたがわ、豊橋市）・吉田・御油（ごゆ、豊川市）、赤坂（宝飯郡音羽町）、藤川（岡崎市）・岡崎・池鯉鮒（ちりゅう、知立市）、鳴海（名古屋市）、宮（名古屋市熱田）の九宿が配置され、それぞれ伝馬36匹の常備が定められた。交通量が増えるに伴い、寛永15年（1638年）には一宿につき、人足100人・馬100匹に拡充された。
中山道木曽路木曽11宿では木曽馬を使用し伝馬を行った。各宿場に人足50人、馬50頭を備えなければならなかったが、充足が困難だったために万治2年（1659年）幕府に25頭に減らしてもらえるように請願し、万治4年から25頭となったが、寛文5年（1665年）再び幕府は50頭とした。元禄13年（1700年）までたびたび馬の数を減らせるよう請願した結果元禄14年再び25頭体制となったが、勅使、公卿、老中等の往来が多く、重要な通交の際は尾張から美濃馬を借りて伝馬とした。
物流の中心としての伝馬の活用も引き続き行われ、徳川家康治世以降の江戸城下では、現在の小伝馬町・大伝馬町と京橋付近に伝馬町が置かれた。それぞれに近接する馬喰町と銀座には問屋街や商家が集まり、同時に整備された江戸湊を経由する海上輸送の発展とともに物流網は全国に及んだ。